# 5 aprile
Il 5 aprile è il 95º giorno del calendario gregoriano (il 96º negli anni bisestili). Mancano 270 giorni alla fine dell'anno.

## Eventi
- 342 - Vulcacio Rufino diviene comes per orientem Aegypti et Mesopotamiae per easdem vice sacra iudicans
- 823 - Lotario I, figlio dell'imperatore Ludovico il Pio e nipote di Carlo Magno, viene incoronato imperatore del Sacro Romano Impero da papa Pasquale I a Roma
- 1242 - Aleksandr Nevskij sconfigge l'Ordine teutonico nella battaglia del lago ghiacciato, combattuta sul ghiaccio che copriva il Lago dei Ciudi
- 1355 - A Roma Pierre Bertrand, incaricato da papa Innocenzo VI, incorona imperatore Carlo IV di Lussemburgo[1]
- 1453 - Il sultano Maometto II ammassa le truppe preparandosi ad attaccare Costantinopoli, capitale dell'Impero bizantino: inizia un assedio che durerà quasi due mesi. La città verrà conquistata il 29 maggio 1453
- 1621 - La nave Mayflower (Padri Pellegrini) salpa da Plymouth, Massachusetts per far ritorno in Gran Bretagna
- 1648 - Fine della Repubblica napoletana
- 1722 - Jakob Roggeveen sbarca sull'Isola di Pasqua
- 1794 - A Parigi vengono ghigliottinati Georges Jacques Danton e Camille Desmoulins su ordine di Maximilien de Robespierre
- 1799 - Le truppe austriache sconfiggono quelle francesi nella battaglia di Magnano
- 1803 - Vienna: prima esecuzione della seconda sinfonia di Ludwig van Beethoven, composta fra il 1800 e il 1802
- 1817 - Il barone Karl Friederich Drais von Sauerbronn presenta pubblicamente la draisina, considerata la prima bicicletta
- 1829 - Consacrazione di Francesco Saverio Castiglioni come papa Pio VIII
- 1831 - Papa Gregorio XVI pubblica la lettera enciclica Quel Dio, parole di riconoscenza per il salvato potere temporale
- 1847 - La compagnia d'avanguardia dei pionieri mormoni partì dai Winter Quarters per dirigersi a ovest verso il Gran Bacino
- 1853 - Annibale de Gasparis, astronomo e matematico italiano, scopre l'asteroide 24 Themis.
- 1862 - Guerra di secessione americana: assedio di Yorktown
- 1875 - A Venezia re Vittorio Emanuele II di Savoia accoglie l'imperatore d'Austria Francesco Giuseppe I
- 1887 - Viene firmato il trattato che stabilisce il protettorato francese sulle Isole Wallis e Futuna
- 1895 - Oscar Wilde viene condannato al carcere per omosessualità dichiarata
- 1908 - Esordio internazionale della Nazionale di calcio tedesca a Basilea
- 1923 - Esce il primo numero del giornale Il Popolo, allineato sulle idee di Don Luigi Sturzo: a causa delle posizioni antifasciste, la pubblicazione sarà interrotta il 19 novembre 1925 e riprenderà solo nel 1943
- 1930 - Mahatma Gandhi conclude la Marcia del sale iniziata il 12 marzo
- 1937 - Roma: la regina Elena moglie di Vittorio Emanuele III di Savoia riceve la Rosa d'oro della cristianità concessa da papa Pio XI
- 1945 - Seconda guerra mondiale: gli Alleati bombardano per l'ultima volta l'Italia colpendo la città di Alessandria e distruggendone la cattedrale, una scuola e un asilo dove restano uccisi decine di bambini
- 1951 - Julius ed Ethel Rosenberg vengono condannati a morte per spionaggio per conto dell'Unione Sovietica
- 1962 - Ultimati i lavori del Traforo del Gran San Bernardo
- 1969 - Guerra del Vietnam: dimostrazioni contro il conflitto vengono attuate a New York, Washington e in altre città statunitensi
- 1972 - Guerra del Vietnam: il Vietnam del Nord invade la provincia di Binh Long, aprendo un secondo fronte nell'offensiva di Nguyen Hue
- 1974 - Stephen King pubblica il suo primo romanzo Carrie
- 1976
  - Repubblica Popolare Cinese: il Movimento 5 Aprile causa incidenti a Piazza Tienanmen a Pechino
  - Regno Unito: James Callaghan succede come primo ministro britannico ad Harold Wilson
  - Cambogia: il principe Norodon Sihanouk rinuncia alla carica di capo di Stato ad un anno dalla salita al potere dei Khmer rossi
- 1982 - Per la prima volta si svolge in Lussemburgo uno sciopero nazionale, indetto contro il congelamento dei salari
- 1986
  - Il musicista francese Jean-Michel Jarre tiene a Houston un concerto in memoria delle vittime della tragedia dello Space Shuttle Challenger a cui assistono circa un milione e mezzo di persone
  - Attentato alla discoteca La Belle di Berlino Ovest
- 1990 - Germania: prima sessione della Volkskammer, il primo parlamento liberamente eletto della DDR
- 1992
  - Italia: si svolgono le elezioni politiche le prime della cosiddetta Seconda Repubblica
  - La Bosnia ed Erzegovina si rende indipendente dalla Jugoslavia, ha inizio l'assedio di Sarajevo
  - Crisi costituzionale in Perù: il presidente Alberto Fujimori scioglie il parlamento e sospende le attività della magistratura
- 1994 - Kurt Cobain, cantautore e chitarrista del gruppo grunge Nirvana, si suicida con un colpo di fucile a pompa alla testa
- 1998 -  Giappone: l'Akashi-Kaikyo è il ponte sospeso più lungo del mondo, con i suoi 3911 metri di lunghezza
- 2001 - Il sottomarino Enrico Toti (S 506) parte dal porto di Augusta con destinazione il Museo nazionale della scienza e della tecnologia "Leonardo da Vinci" di Milano
- 2003 - Guerra in Iraq: Saddam Hussein ricompare in pubblico, con le forze della coalizione alle porte di Baghdad
- 2004
  - Si diffonde la notizia che il teschio conservato nella tomba di Francesco Petrarca ad Arquà non è del poeta, ma è invece appartenuto a una donna del Medioevo
  - Guerra in Iraq: Colin Powell ammette pubblicamente che le prove presentate all'ONU riguardo alle armi di distruzione di massa in Iraq erano state sopravvalutate
- 2005 - In Germania un gruppo di astronomi scatta la prima foto di un pianeta al di fuori del Sistema solare: lo afferma il prof. Ralph Neuhäuser dell'Università di Jena, riferendosi al pianeta GQ Lupi, nella Costellazione del Lupo, lontano 400 anni luce circa dalla Terra e di massa doppia rispetto a quella di Giove
- 2008 - Un incendio al torrione del Castello di Moncalieri, patrimonio mondiale dell'UNESCO, fa perdere cinque stanze storiche: la stanza di Maria Adelaide, quella di Vittorio Emanuele, la Stanza degli specchi, la Stanza degli Armadi e la Stanza del Proclama
- 2012 - USA: il presidente Barack Obama promulga il Jumpstart Our Business Startups Act, colloquialmente chiamato JOBS Act

## Nati
Ci sono circa 1 160 voci su persone nate il 5 aprile; vedi la pagina Nati il 5 aprile per un elenco descrittivo o la categoria Nati il 5 aprile per un indice alfabetico.

## Morti
Ci sono circa 540 voci su persone morte il 5 aprile; vedi la pagina Morti il 5 aprile per un elenco descrittivo o la categoria Morti il 5 aprile per un indice alfabetico.

## Feste e ricorrenze

### Civili
Nazionali:
- Corea del Sud - Festa degli alberi

### Religiose
Cristianesimo:
- San Vincenzo Ferreri, sacerdote, patrono dei costruttori
- Sant'Alberto da Montecorvino, vescovo
- Santa Caterina Tomás, vergine agostiniana
- Santa Etelburga del Kent, regina e badessa
- Santa Ferbuta, martire
- San Geraldo di Sauve-Majeure, abate
- Santa Giuliana di Cornillon, agostiniana
- Santa Irene di Tessalonica, martire
- Santa Maria Crescentia Höss, terziaria francescana
- Santi Martiri di Aquae Regiae
- Santi Martiri di Persia
- Beato Antonio Blasi, arcivescovo di Atene
- Beati Corrado di Sassonia e Stefano di Ungheria, francescani, martiri in Ircania
- Beato Mariano de la Mata Aparicio, agostiniano
- Beato Raimondo di Monteolivo, mercedario

Ebraismo:
- 2004 - Erev Pesach

Religione romana antica e moderna:
- None
- Ludi Megalesi, seconda giornata

Taoismo:
- Quingming Jie (Giorno di commemorazione dei defunti: si tiene 104 giorni dopo il solstizio d'inverno)
- Shangsi Festival, in onore di Xuantian Shangdi, Dio della pioggia